# عطا ترزى باشى
عطا ترزى باشى (1924- 2016) حقوقي وباحث، ورائد في التعريف بالهوية الثقافية لتركمان العراق منذ ما يتجاوز النصف قرن. ولد بكركوك في 1924. ساهم في تحرير معظم الصحف والمجلات التركمانية في كركوك وبغداد في العهد الملكي والجمهوري مثل صحيفتي (آفاق) و(بشير) ومجلة (الإخاء ـ قارداشلق). 
أصدرت مجلة (قارداشلق) التي تصدر بإسطنبول من قبل أوقاف كركوك عددا خاصا عنه بمناسبة بلوغه الثمانين من عمره ، كما أصدر الباحث آيدن كركوك كتابا عنه بعنوان (عطا ترزي باشي، حياته ومؤلفاته). توفي في كركوك بعد صراع كبير مع المرض في 31 مارس 2016.

## مؤلفاته
أصدر العديد من المؤلفات التي تعتبر مراجع هامة لكل باحث يود الخوض في الثقافة والتراث التركمانيين. منها:
- موسوعة شعراء كركوك ـ كركوك شاعرلرى (10 أجزاء).
- الأمثال الشعبية في كركوك ـ كركوكده اسكيلر سوزى.
- أغاني كركوك ـ خويرات كركوك
- حكاية ارزى وقنبر ـ ارزى قنبر مطالى (طبعت في العراق وإيران وأذربيجان وتركيا، كما ترجمت إلى الفرنسية).
- تاريخ الصحافة والمطبوعات في كركوك 1879 ـ 1985 ـ كركوكده باصين ومطبوعات تاريخي.